# Kiss Árpád-díj
A Kiss Árpád-díjat Fodor Gábor művelődési és közoktatási miniszter alapította meg 1995. január 1-jei hatállyal mint az oktatási miniszter által adományozható egyik szakmai elismerés, amely a pedagógiai újítások kidolgozása, illetve alkalmazása, a magyar neveléstudomány eredményeinek felhasználása és a pedagógia nemzetközi tapasztalatainak adaptációja terén kiemelkedő tevékenységet folytató pedagógusok és neveléstudományi kutatók szakmai munkájának elismeréseként adományozható. A kitüntetés hivatott volt egyúttal Kiss Árpád emlékének ápolására is.
A jutalom összege 300 000 Ft/fő (alapításakor 50 ezer Ft volt). Évente, a magyar kultúra napján, január 22-én, 5 személy kaphatta meg. (Ez a szám az alapításkor még 10 fő volt.) A díjazott az adományozást igazoló okiratot és plakettet kapott.
A díjat 2013. január 1-jei hatállyal (másik 8 oktatási díjjal együtt) Balogh Zoltán emberierőforrás-miniszter rendelete megszüntette, mellyel a második Orbán-kormány 30 millió forintot spórolt. A döntés ellen a Magyar Pedagógiai Társaság levélben tiltakozott, amelyet támogatott a Magyar Tudományos Akadémia Pedagógiai Bizottsága is.

## A plakett
A plakett Ágh Fábián Sándor szobrászművész alkotása.
A plakett kerek alakú, bronzból készült, átmérője 80, vastagsága 8 milliméter. A plakett egyoldalas, Kiss Árpád domború arcképét és a Kiss Árpád-díj feliratot ábrázolja.

## Díjazottak
A díjat 1995 és 2012 között az alábbi személyek nyerték el:
| Díjazás éve | Név                                             | Munkahely                                                                       | Beosztás                                     |
| ----------- | ----------------------------------------------- | ------------------------------------------------------------------------------- | -------------------------------------------- |
| 2012        | Dr. Szendrei Julianna                           | ELTE Tanító- és Óvóképző Kar                                                    | főiskolai tanár                              |
| 2010        | Dr. Varga Lajos                                 | Pécsi Tudományegyetem Pollack Mihály Műszaki Főiskolai Kar                      | főiskolai tanár                              |
| 2009        | Dr. Hassan Elsayed                              | Budapesti Műszaki Főiskola Tanárképzõ és Mérnökpedagógiai Központ               | főiskolai tanár                              |
| 2009        | Dr. Kotschy Beáta                               | ELTE Pedagógiai és Pszichológiai Kar                                            | egyetemi docens                              |
| 2009        | Dr. Zászkaliczky Péter                          | ELTE Bárczi Gusztáv Gyógypedagógiai Főiskolai Kar                               | tanszékvezető főiskolai tanár                |
| 2008        | Dr. Estefánné dr. Varga Magdolna                | Eszterházy Károly Egyetem Pszichológiai Intézet                                 | főiskolai tanár                              |
| 2008        | Dr. Kiss Endre                                  | ELTE Bölcsészettudományi Kar                                                    | egyetemi docens                              |
| 2007        | Nagy Jenőné                                     | Tessedik Sámuel Főiskola                                                        | főiskolai adjunktus                          |
| 2006        | Dr. Kocsány Piroska                             | Debreceni Egyetem Bölcsészettudományi Kar                                       | egyetemi docens                              |
| 2006        | Dr. Pais Ella Regina                            | Pécsi Tudományegyetem Pollack Mihály Műszaki Főiskolai Kar                      | főiskolai tanár                              |
| 2006        | Dr. Zsoldos Márta                               | ELTE Bárczi Gusztáv Gyógypedagógiai Főiskolai Kar                               | tanszékvezető főiskolai tanár                |
| 2005        | Gereben Ferencné                                | ELTE Bárczi Gusztáv Gyógypedagógiai Főiskolai Kar                               | intézetvezető főiskolai tanár                |
| 2005        | Dr. Gombocz János                               | SOTE Testnevelési és Sporttudományi Kar Társadalomtudományi Intézet             | intézetigazgató egyetemi tanár               |
| 2005        | Dr. Zsolnai József                              | Veszprémi Egyetem Pedagógiai Kutatóintézet                                      | egyetemi tanár                               |
| 2004        | Dr. Németh András                               | ELTE Pedagógiai és Pszichológiai Kar                                            | habilitált főiskolai tanár                   |
| 2003        | Szabó László Tamás                              | Debreceni Egyetem Bölcsészettudományi Kar                                       | egyetemi docens                              |
| 2002        | Dr. Herbert János                               | Pécsi Tudományegyetem Pollack Mihály Műszaki Főiskolai Kar                      | egyetemi docens                              |
| 2002        | Kovács Kálmánné (szül. Takács Gizella Erzsébet) | Metronom Országos Művészetpedagógiai Központ                                    | ügyvezető igazgató                           |
| 2002        | Lévai Judit                                     | Kiss Árpád Országos Közoktatási Szolgáltató Intézmény                           | gyógypedagógus, gyógypedagógiai szakreferens |
| 2001        | Dr. Brezsnyánszky László                        | Debreceni Egyetem Bölcsészettudományi Kar                                       | egyetemi docens                              |
| 2000        | Dr. Orosz Gábor                                 | Debreceni Egyetem Bölcsészettudományi Kar                                       | egyetemi docens                              |
| 1998        | Dr. Papp Györgyné                               | József Attila Tudományegyetem                                                   | egyetemi docens                              |
| 1997        | Dr. Pukánszky Béla                              | SZTE Bölcsészettudományi Kar Neveléstudományi Tanszék                           | egyetemi docens                              |
| 1996        | Bakonyi Pálné (szül. Vince Ágnes)               | Magyar Pedagógiai Társaság Kisgyermeknevelési Szakosztálya                      | pedagógus                                    |
| 1996        | Dr. Bartha Ferencné                             | II. Rákóczi Ferenc Gyakorló Közgazdasági Szakközépiskola és Gimnázium, Budapest | pedagógus                                    |
| 1996        | Horn György                                     | Alternatív Közgazdasági Gimnázium                                               | pedagógiai vezető                            |
| 1996        | Szabadi Ilona                                   | Magyar Pedagógiai Társaság Kisgyermeknevelési Szakosztálya                      | pedagógus                                    |
| 1996        | Szabó Béláné                                    | Carolina Óvoda és Bölcsőde, Sárospatak                                          | vezető óvónő                                 |
| 1996        | Dr. Vári Péter                                  | Országos Közoktatási Intézet Értékelési Központja                               | igazgatóhelyettes                            |
| 1996        | Dr. Vekerdy Tamás                               | Országos Közoktatási Intézet                                                    | tudományos munkatárs                         |
| 1996        | Vidákovich Tibor                                | József Attila Tudományegyetem                                                   | tanszékcsoport-vezető egyetemi docens        |
| 1996        | Dr. Zibolen Endre                               |                                                                                 | címzetes egyetemi tanár                      |
| 1995        | Bánhidyné dr. Szlovák Éva                       | Kandó Kálmán Műszaki Főiskola                                                   | tanszékvezető főiskolai docens               |
| 1995        | Dr. Csocsán Lászlóné                            | ELTE Bárczi Gusztáv Gyógypedagógiai Tanárképző Főiskola Tiflopedagógiai Tanszék | tanszékvezető főiskolai docens               |
| 1995        | Falus Iván                                      | ELTE Bölcsészettudományi Kar Pedagógiai Tanszék                                 | egyetemi docens                              |
| 1995        | Forrai Katalin                                  | Gazdagréti Óvoda                                                                | zenepedagógus, intézményvezető               |
| 1995        | Dr. Gáspár László                               | Kőrösi Csoma Sándor Tanítóképző Főiskola                                        | általános főigazgatóhelyettes                |
| 1995        | Halász Gábor                                    | Országos Közoktatási Intézet                                                    | központigazgató                              |